# São João do Sul (Haiti)
São João do Sul (em crioulo haitiano:  Sen Jan disid, é uma comuna do Haiti, situada no departamento do Sul e no arrondissement de Port-Salut. De acordo com o censo de 2003, sua população total é de 19.087 habitantes.